# Maňava
Maňava, do roku 1949 Německá Maňava (německy Deutsch Haidl), je malá vesnice, součást města Horní Planá v okrese Český Krumlov. Leží v katastrálním území Pernek. Nad Maňavou se rozkládá (nezalesněný) Telecí vrch.
Obcí Maňava prochází cyklostezka, která je souběžnámá s cyklistickou trasou 33 vedoucí z Horní Plané do Nové Pece.

## Historie
První písemná zmínka je z roku 1445 (Maniawa Theutunicalis), tehdy zde byl vystavěn první dům. V roce 1653 je uváděno 10 usedlých. Náves byla obdélníková (kolmá k silnici do Perneku). Statky byl patrové, kamenné. V druhé polovině 19. stol. a během první republiky byla pod názvem Německá Maňava osadou obce Pernek. V letech 1938 až 1945 byla v důsledku uzavření Mnichovské dohody (jako součást soudního okresu Horní Planá) přičleněna k Německé říši. Po 2. světové válce byla nadále osadou obce Pernek. Ke dni 1. 1. 1973 Maňava jako osada zanikla a stala se součástí obce Horní Planá. Roku 1921 zde stálo 22 domů s 226 obyvateli, o 9 let později vzrostl počet domů na 25 a počet obyvatel klesl na 196. Maňava byla částečně vysídlena po roce 1945. Dochovaly se 4 původní domy.